# Antonín Barák
Antonín Barák (Příbram, Příbram, Bohemia Central, 3 de diciembre de 1994) es un futbolista checo que juega como centrocampista en la ACF Fiorentina de la Serie A.

## Trayectoria

### Příbram
Inició su carrera en el fútbol con el Příbram, club de su ciudad natal con el cual ascendió al primer equipo desde las categorías inferiores. El 1 de junio de 2013 debutó profesionalmente en el empate 1-1 frente al Slovan Liberec, en la que fue la última jornada de la Gambrinus liga 2012-13. Barák disputó seis minutos ese día ingresando en reemplazo de Tomáš Krbeček. En la siguiente campaña solo alineó en dos partidos de copa y el club decidió prestarlo al Graffin Vlašim de segunda división para afrontar la temporada 2014/15.
En la primera jornada de liga disputada el 2 de agosto de 2014, Barák debutó con el equipo frente al Pardubice, ingresando en el entretiempo en lugar de Petr Putz en un encuentro que finalizó 1-1. El 11 de octubre marcó el primer gol de su carrera frente al Fotbal Třinec. Su equipo ganó 3-2 y Barák jugó quince minutos ese día. Pasaron las fechas y se terminó consolidando como titular logrando un total de cinco goles y dos asistencias en 27 partidos en su primera campaña regular.
Regresó al Příbram para la campaña 2015/16 y en la jornada 11 de liga anotó su primer gol con el club que lo hizo debutar profesionalmente. Este tanto se produjo el 24 de octubre de 2015 en la victoria por 2-0 sobre el Baník Ostrava. Disputó algunos partidos más dejando buenas impresiones y decidió cambiar de aires.

### Slavia Praga
El 30 de diciembre de 2015 en el intermedio de temporada, Barák, integrante de la selección sub-21 de República Checa, se une a las filas del Slavia Praga, uno de los clubes más grandes del país, firmando hasta junio de 2019.
El 13 de febrero de 2016 debutó con el Slavia, jugando dos minutos en la victoria por 2-0 sobre el Zbrojovka Brno, ingresando en lugar de Lukáš Železník. El 8 de mayo, cuando ya estaba cerca el cierre de temporada anotó sus dos primeros goles en la goleada por 5-1 sobre el Slovácko, llegando a marcar también en la penúltima y última fecha de la liga.
En la temporada 2016/17, Barák disputó su mejor campaña, volviéndose un jugador clave e incluso siendo convocado a la selección checa. Su buen momento se ratificó cuando el 31 de enero de 2017, Slavia anunció que Barák había firmado con el Udinese de la Serie A italiana por una suma de €3 millones, traspaso que haría afecto una vez finalice la temporada.
Barák y el Slavia salieron campeones de la Liga de Fútbol de la República Checa con el joven volante disputando un total de 33 encuentros y anotando 5 goles y asistiendo en 5 oportunidades a nivel general.

### Italia
Como uno de sus refuerzos para la temporada 2017-18, el 27 de agosto de 2017 debutó con su nuevo club en la derrota por 3-2 frente al SPAL, en la segunda jornada de la Serie A, ingresando en el minuto 57 en lugar del islandés Emil Hallfreðsson. El 25 de octubre anotó su primer gol y el único tanto del partido frente a la U. S. Sassuolo Calcio. En su primera temporada en Italia se asentó como titular jugando un total de 34 partidos y dejando una buena marca de 7 goles a su favor y 4 asistencias.
La siguiente temporada sin embargo, no fue positiva para él dado que casi se la perdió por completo debido a una pubalgia. El 19 de agosto de 2019, luego de casi ocho meses de ausencia, volvió a los terrenos de juego en el arranque de la Copa Italia 2019-20, donde ingresó cerca al cierre del encuentro en reemplazo del argentino Rodrigo de Paul en el triunfo por 3-1 sobre el F. C. Südtirol.
El 29 de enero de 2020 la U. S. Lecce hizo oficial su llegada como cedido. El 2 de febrero debutó oficialmente como titular anotando un gol en la goleada por 4-0 sobre el Torino F. C.
En septiembre fue nuevamente cedido, en esta ocasión, al Hellas Verona F. C. con obligación de compra al término de la misma.

## Selección nacional
Forma parte de la selección de fútbol de República Checa con la cual ha marcado 11 goles en 44 partidos disputados. El 15 de noviembre de 2016 debutó frente a Dinamarca en un amistoso en el cual anotó su primer gol como seleccionado checo. El partido acabó 1-1. Anotó tres goles en la clasificación de UEFA para la Copa Mundial de Fútbol de 2018: dos a San Marino y uno a Azerbaiyán.
También jugó en las categorías sub-19, sub-20 y sub-21 de República Checa. Con esta última participó en la Eurocopa Sub-21 de 2017.

### Participación en Eurocopas
| Torneo                  | Sede     | Resultado        | Partidos | Goles |
| ----------------------- | -------- | ---------------- | -------- | ----- |
| Eurocopa Sub-21 de 2017 | Polonia  | Primera fase     | 1        | 0     |
| Eurocopa 2020           | Europa   | Cuartos de final | 3        | 0     |
| Eurocopa 2024           | Alemania | Primera fase     | 3        | 0     |

## Vida personal
Es hijo de un reconocido entrenador juvenil.
Ha reconocido que admira al Arsenal de la Premier League y al exfutbolista del Barcelona, Andrés Iniesta y al antiguo delantero del Arsenal, Thierry Henry.

## Estadísticas

### Clubes
Actualizado el 19 de abril de 2025.
| Club                                 | Temporada     | Div.          | Liga  | Liga  | Copas nacionales | Copas nacionales | Copas internacionales | Copas internacionales | Total | Total |
| Club                                 | Temporada     | Div.          | Part. | Goles | Part.            | Goles            | Part.                 | Goles                 | Part. | Goles |
| ------------------------------------ | ------------- | ------------- | ----- | ----- | ---------------- | ---------------- | --------------------- | --------------------- | ----- | ----- |
| 1. F. K. Příbram · República Checa   | 2012-13       | 1.ª           | 1     | 0     | 0                | 0                | —                     | —                     | 1     | 0     |
| 1. F. K. Příbram · República Checa   | 2013-14       | 1.ª           | 0     | 0     | 2                | 0                | —                     | —                     | 2     | 0     |
| Graffin Vlašim · República Checa     | 2014-15       | 2.ª           | 27    | 5     | 1                | 0                | —                     | —                     | 28    | 5     |
| Graffin Vlašim · República Checa     | Total club    | Total club    | 27    | 5     | 1                | 0                | 0                     | 0                     | 28    | 5     |
| 1. F. K. Příbram · República Checa   | 2015-16       | 1.ª           | 12    | 3     | 3                | 1                | —                     | —                     | 15    | 4     |
| 1. F. K. Příbram · República Checa   | Total club    | Total club    | 13    | 3     | 5                | 1                | 0                     | 0                     | 18    | 4     |
| S. K. Slavia Praga · República Checa | 2015-16       | 1.ª           | 9     | 4     | 0                | 0                | —                     | —                     | 9     | 4     |
| S. K. Slavia Praga · República Checa | 2016-17       | 1.ª           | 25    | 4     | 3                | 1                | 5                     | 0                     | 33    | 5     |
| S. K. Slavia Praga · República Checa | Total club    | Total club    | 34    | 8     | 3                | 1                | 5                     | 0                     | 42    | 9     |
| Udinese Calcio · Italia              | 2017-18       | 1.ª           | 34    | 7     | 0                | 0                | —                     | —                     | 34    | 7     |
| Udinese Calcio · Italia              | 2018-19       | 1.ª           | 8     | 0     | 1                | 0                | —                     | —                     | 9     | 0     |
| Udinese Calcio · Italia              | 2019-20       | 1.ª           | 8     | 0     | 3                | 1                | —                     | —                     | 11    | 1     |
| Udinese Calcio · Italia              | Total club    | Total club    | 50    | 7     | 4                | 1                | 0                     | 0                     | 54    | 8     |
| U. S. Lecce · Italia                 | 2019-20       | 1.ª           | 16    | 2     | 0                | 0                | —                     | —                     | 16    | 2     |
| U. S. Lecce · Italia                 | Total club    | Total club    | 16    | 2     | 0                | 0                | 0                     | 0                     | 16    | 2     |
| Hellas Verona F. C. · Italia         | 2020-21       | 1.ª           | 34    | 7     | 2                | 0                | —                     | —                     | 36    | 7     |
| Hellas Verona F. C. · Italia         | 2021-22       | 1.ª           | 29    | 11    | 1                | 0                | —                     | —                     | 30    | 11    |
| Hellas Verona F. C. · Italia         | 2022-23       | 1.ª           | 1     | 0     | 1                | 0                | —                     | —                     | 2     | 0     |
| Hellas Verona F. C. · Italia         | Total club    | Total club    | 64    | 18    | 4                | 0                | 0                     | 0                     | 68    | 18    |
| ACF Fiorentina · Italia              | 2022-23       | 1.ª           | 30    | 2     | 4                | 1                | 12                    | 5                     | 46    | 8     |
| ACF Fiorentina · Italia              | 2023-24       | 1.ª           | 21    | 2     | 3                | 0                | 10                    | 3                     | 34    | 5     |
| ACF Fiorentina · Italia              | 2024-25       | 1.ª           | 1     | 0     | ―                | ―                | 0                     | 0                     | 1     | 0     |
| ACF Fiorentina · Italia              | Total club    | Total club    | 52    | 4     | 7                | 1                | 22                    | 8                     | 81    | 13    |
| Kasımpaşa S. K. Turquía              | 2024-25       | 1.ª           | 22    | 2     | 0                | 0                | ―                     | ―                     | 22    | 2     |
| Kasımpaşa S. K. Turquía              | Total club    | Total club    | 22    | 2     | 0                | 0                | 0                     | 0                     | 22    | 2     |
| Total carrera                        | Total carrera | Total carrera | 278   | 49    | 24               | 4                | 27                    | 8                     | 329   | 61    |
| 1. 2.                                |               |               |       |       |                  |                  |                       |                       |       |       |

## Palmarés

### Títulos nacionales
| Título                               | Club               | País            | Año     |
| ------------------------------------ | ------------------ | --------------- | ------- |
| Liga de Fútbol de la República Checa | S. K. Slavia Praga | República Checa | 2016-17 |

### Distinciones individuales
| Distinción                                        | Año  |
| ------------------------------------------------- | ---- |
| Votado como cuarto mejor futbolista checo del año | 2017 |